# ピロール-2-カルボン酸デカルボキシラーゼ
ピロール-2-カルボン酸デカルボキシラーゼ(Pyrrole-2-carboxylate decarboxylase、EC 4.1.1.93)は、以下の化学反応を触媒する酵素である。
(1) ピロール-2-カルボン酸{\displaystyle \rightleftharpoons } ピロール + CO2
(2) ピロール-2-カルボン酸 + H2O{\displaystyle \rightleftharpoons } ピロール + 炭酸水素イオン
従って、この酵素の基質はピロール-2-カルボン酸と水、生成物はピロールと二酸化炭素と炭酸水素イオンである。
この酵素はリアーゼ、特に炭素-炭素結合を切断するカルボキシリアーゼに分類される。系統名は、ピロール-2-カルボン酸 カルボキシリアーゼ(pyrrole-2-carboxylate carboxy-lyase)である。
この酵素は、カルボキシル化と脱炭酸の両方の反応を触媒する。